# Infected
Infected este un joc video third person shooter pentru PlayStation Portable, elaborat de Planet Moon Studios. Jucătorul va prelua controlul unui ofițer de poliție din New York, cu trei săptămâni înainte de Crăciu, în timp ce întregul oraș este rapid infectat de un virus care transformă oamenii în zombii însetați de sânge uman. Sângele polițistului conține o substanță antidot, pe care o posedă mai puțin de 1% din populația Pământului. Obiectivul jocului este distrugerea zombiilor în timp ce autoritățile lucrează la un leac. Jocul este condimentat cu secvențe cinematice ilare, care iau peste picior situațiile din joc. Pentru a-i omorî, este nevoie să fie împușcați, iar apoi împroșcați cu o armă cu sângele agentului.